# Поплавок жёлто-коричневый
Поплаво́к жёлто-кори́чневый (лат. Amanita fulva) — гриб из рода мухомор семейства аманитовые (Amanitaceae).
Русские синонимы:
- Поплавок кра́сно-коричневый
- Поплавок бу́рый
- Мухомо́р жёлто-коричневый
- Мухомор ора́нжевый

## Описание
Шляпка гладкая, слабо слизистая, золотисто-коричневого или оранжево-коричневого цвета, часто с тёмным пятном в центре, колокольчатая или выпуклая у молодых грибов и плоская с выраженным бугорком у созревших, с отчётливо бороздчатыми краями. Достигает в диаметре 4—8 (10) см.
Мякоть по краю шляпки тонкая, в центре более мясистая, мягкая, водянистая, беловатая, становится шоколадно-коричневой под действием растворов фенола. Не имеет определённого запаха, со слабым сладковатым вкусом.
Ножка хрупкая, полая, достигает 8—14 см в высоту и до 1,2 см в диаметре, в нижней части утолщена, в основании (под вольвой) и кверху сужена, вначале выполненная, затем становится полой. Поверхность однотонного беловатого или беловато-коричневого цвета, гладкая, реже с мелкими войлочными чешуйками.
Пластинки свободные, частые, белые или кремовые, имеются пластиночки.
Остатки покрывала: вольва кожистая, мешковидная, цельная, не прирастает к ножке, беловатая или светло-коричневая; кольцо отсутствует; обрывков на шляпке обычно тоже не бывает, реже по краю заметны серебристо-желтоватые шелковистые остатки, с возрастом исчезающие.
Споровый порошок беловатый.
Микроскопические признаки: споры 9—12,5 мкм, округлые, гладкие, содержат несколько флуоресцирующих капель; базидии булавовидные, четырёхспоровые, тонкостенные, 45—65×5—15 мкм; гифы кожицы шляпки окрашены, частично желатинизированы, диаметром 2—6 мкм, без пряжек; трама пластинок билатеральная, гифы трамы цилиндрические, без пряжек, диаметром 2—8 мкм.

## Экологияи распространение
Образует микоризу с берёзой и другими деревьями, обитает в смешанных и хвойных лесах на кислых почвах, часто в сырых, заболоченных участках, встречается и в степной зоне. Широко распространён в умеренном климате Евразии и Северной Америки, известен в Закавказье, Средней Азии (Туркменистан), в Китае, Японии, на Дальнем Востоке (Приморский край, Сахалин, Камчатка), а также в северной Африке (Алжир, Марокко). Плодовые тела появляются одиночно или небольшими группами.
Сезон июнь — октябрь.

## Сходные виды
Другие виды поплавка, все они условно-съедобны.
От других мухоморов отличается по отсутствию кольца.

## Пищевые качества
Поплавок жёлто-коричневый является съедобным грибом с приятным вкусом, но не очень популярен у грибников из-за тонкой, ломкой шляпки. В сыром виде неядовит, однако некоторые источники рекомендуют употреблять поплавки только после термической обработки. Гриб не требует предварительного отваривания перед жаркой.

## Галерея

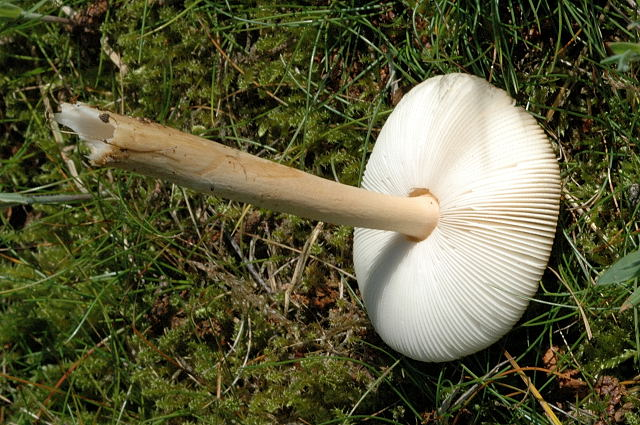
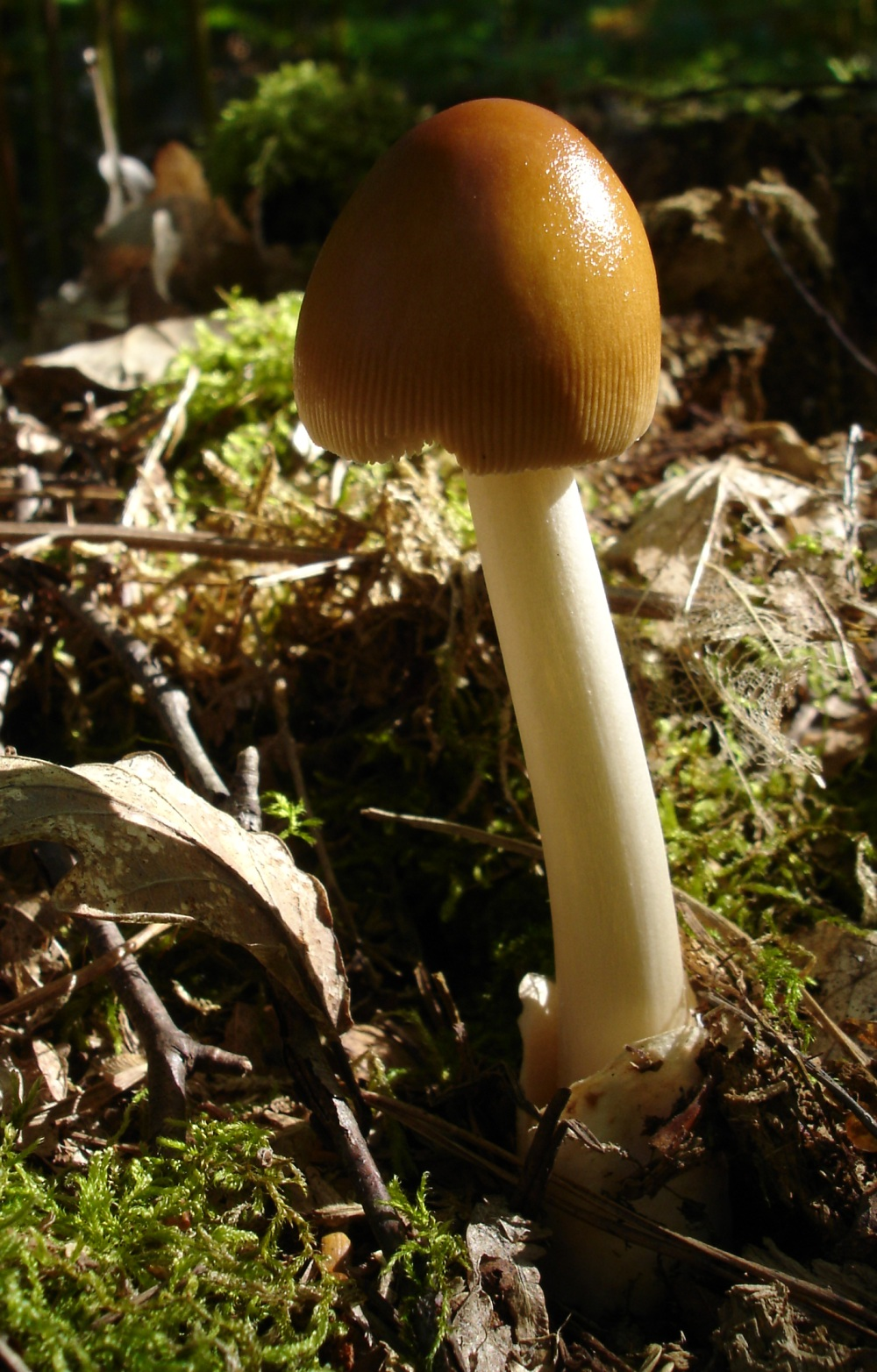
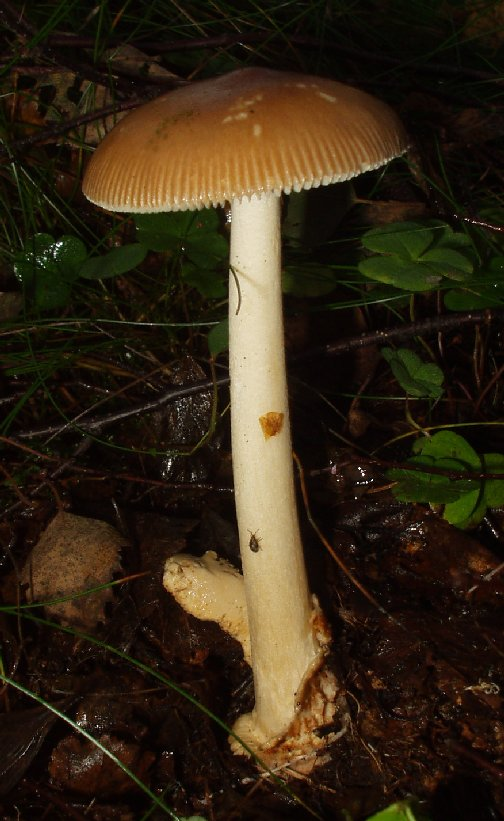
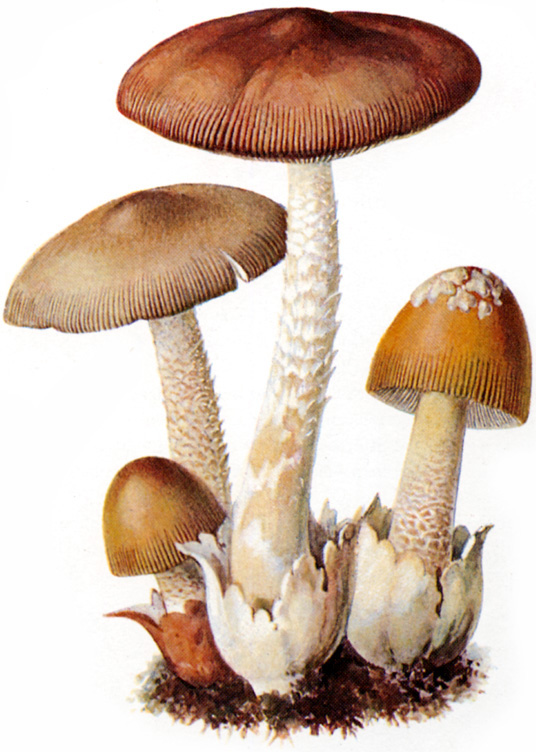